# 이준재
이준재(李準宰, 2003년 7월 14일 ~ )는 대한민국의 축구 선수로 포지션은 오른쪽 풀백이며 현재 K리그2 경남 FC 소속이다.